# Рюдигер Сафрански
Рюдигер Сафрански (на немски: Rüdiger Safranski) е немски писател, литературовед и философ.

## Биография
Рюдигер Сафрански учи в хуманитарната гимназия в Ротвайл с намерението да следва теология. Променя желанието си и от 1965 г. следва философия (при Теодор Адорно), германистика, история и история на изкуството в университетите на Франкфурт на Майн и Берлин.
През 1970 г. Сафрански е един от основателите на маоистки ориентираната нова Комунистическа партия на Германия. От 1972 до 1977 г. е научен асистент по германистика в Свободния университет, Берлин, като през 1976 г. защитава докторска дисертация на тема „Изследвания върху развитието на работническата литература във Федералната република“.
През 1987 г. се установява в Берлин като писател на свободна практика. Създава си известност преди всичко с монографии върху Шилер, Е. Т. А. Хофман, Шопенхауер, Ницше, Гьоте и Хайдегер. От 1994 г. е член на немския ПЕН клуб, а от 2001 г. – на Немската академия за език и литература в Дармщат.
През лятото на 2012 г. академичният съвет на Свободния университет, Берлин го назначава за хоноруван професор по философия и хуманитаристика.
В края на 2015 г. Сафрански се дистанцира от немската политика за бежанците и особено от т.нар. „култура на приветстването“, която заплашва Германия от неспирен поток имигранти.
От 2009 г. писателят живее със семейството си в Баденвайлер

## Награди и отличия
- 1995: „Награда Фридрих Меркер“ за есеистика
- 1996: Wilhelm-Heinse-Medaille der Mainzer Akademie der Wissenschaften und der Literatur
- 1998: „Награда Ернст Роберт Курциус“ за есеистика
- 2000: „Награда Фридрих Ницше“ на провинция Саксония-Анхалт
- 2003: Premio Internazionale Federico Nietzsche der italienischen Nietzsche-Gesellschaft
- 2005: „Награда на Лайпцигския панаир на книгата“ in der Kategorie Sachbuch/Essayistik für Schiller oder Die Erfindung des Deutschen Idealismus
- 2006: „Награда Фридрих Хьолдерлин на град Бад Хомбург“
- 2006: „Литературна награда на вестник „Велт““
- 2009: „Награда Корине“ на баварския президент, за цялостно творчество
- 2009: „Федерален орден за заслуги“, първа степен
- 2010: Pfeifenraucher des Jahres, Ehrenpreis der Tabakindustrie
- 2010: Paul Watzlawick-Ehrenring[5]
- 2011: Oberschwäbischer Kunstpreis
- 2011: Allgäu-Preis für Philosophie
- 2013: Stern des Jahres der Münchener Abendzeitung in der Kategorie „Sachbuch“[6]
- 2014: Preis der Josef Pieper-Stiftung
- 2014: „Литературна награда на Фондация „Конрад Аденауер““
- 2014: „Награда Томас Ман“ на град Любек
- 2017: „Награда Лудвиг Бьорне“
- 2017: E.T.A. Hoffmann-Medaille der E.T.A. Hoffmann-Gesellschaft[7]
- 2018: „Национална награда на Германия“